# Joseph François Juhel
Joseph François Juhel est un homme politique français né le 5 mars 1755 à Versailles (Yvelines) et mort à une date inconnue.

## Biographie
Administrateur du district de Châtillon-sur-Indre, il est administrateur du département en l'an VI, puis élu député d'Eure-et-Loir au Conseil des Cinq-Cents le 23 germinal an VII. Favorable au coup d'État du 18 Brumaire, il est nommé directeur des droits réunis en 1804.

## Sources
- « Joseph François Juhel », dans Adolphe Robert et Gaston Cougny, Dictionnaire des parlementaires français, Edgar Bourloton, 1889-1891 [détail de l’édition]